# Кеньша
Кеньша — река в России, протекает по Ульяновской и Пензенской областям. Левый приток Инзы.

## География
Река берёт начало западнее села Карамалы Никольского района Пензенской области. Течёт на восток. Около села Ахматовка сливается с рекой Серман и поворачивает на северо-восток. Река пересекает границу Ульяновской области и впадает в Инзу ниже села Малая Борисовка Инзенского района. Устье реки находится в 90 км от устья Инзы. Длина реки составляет 32 км, площадь водосборного бассейна — 292 км².

## Данные водного реестра
По данным государственного водного реестра России относится к Верхневолжскому бассейновому округу, водохозяйственный участок реки — Сура от Сурского гидроузла и до устья реки Алатырь, речной подбассейн реки — Сура. Речной бассейн реки — (Верхняя) Волга до Куйбышевского водохранилища (без бассейна Оки).
Код объекта в государственном водном реестре — 08010500312110000036500.